# Too Late (True Love)
Too Late (True Love) è un singolo del gruppo musicale tedesco The Real Milli Vanilli, pubblicato nel 1991 ed estratto dall'album The Moment of Truth.

## Tracce
1. Too Late (True Love) (Club Mix) – 6:00
2. Too Late (True Love) (Radio Version) – 4:09
3. Too Late (True Love) (Saka Wonder Club Mix) – 6:05
4. Dance with the Devil (Remix) – 3:09

## Classifiche
| Classifica (1991) | Posizione massima |
| ----------------- | ----------------- |
| Austria           | 26                |
| Belgio (Fiandre)  | 36                |
| Germania          | 65                |
| Paesi Bassi       | 54                |